# E-клас

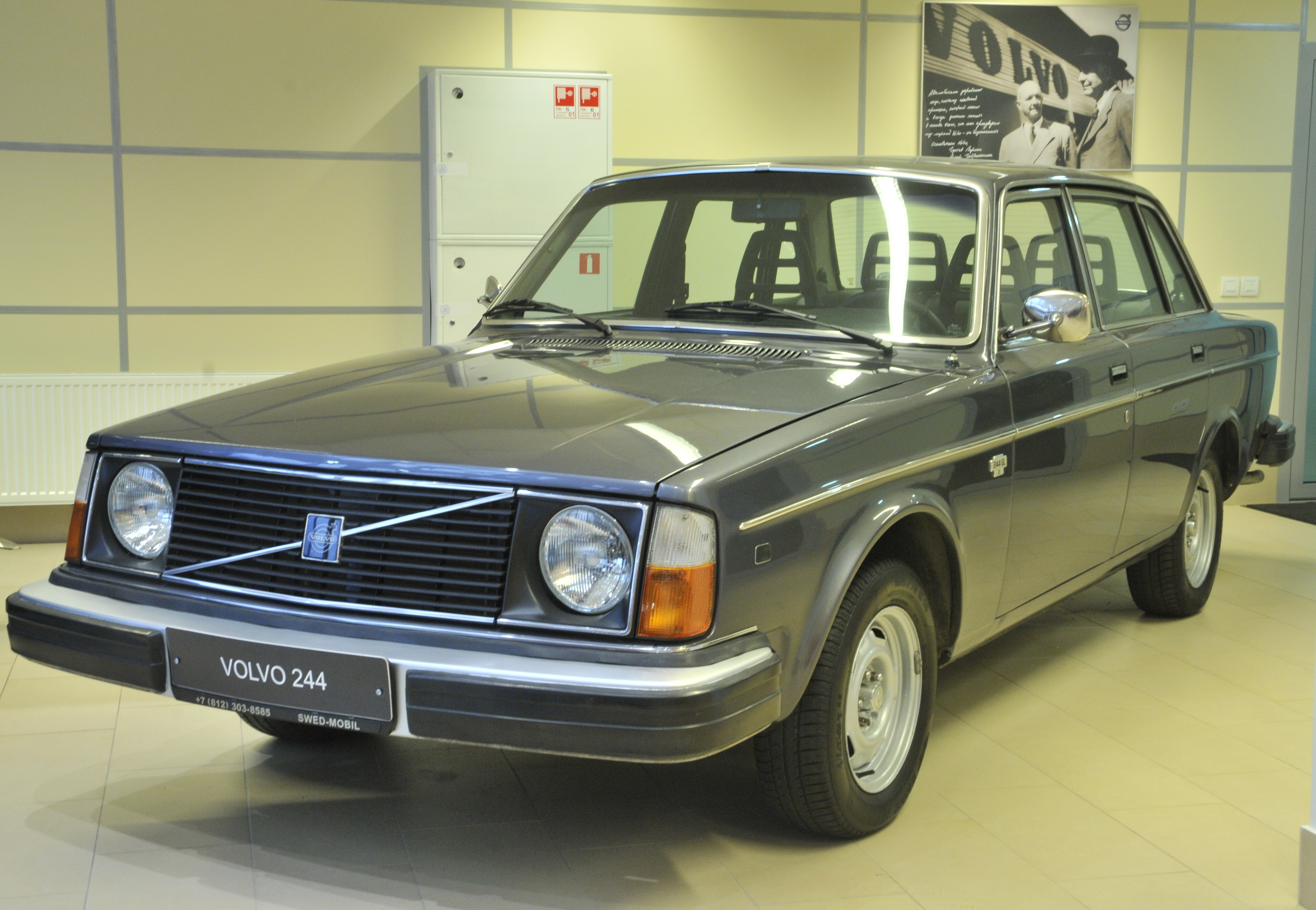
Volvo 200 (1974–1993)

E-клас є другим найбільшим в європейській класифікації легкових автомобілів, який описується як "бізнес-автомобіль". Це еквівалентно категорії "повнорозмірний автомобіль", яка використовується у Сполучених Штатах, і категорії бізнес-автомобілів, яка використовується в Європі.
E-клас є нішевим в Європі (3% у 2017 році).

## Визначення
Європейські класи не ґрунтуються на критеріях розміру або ваги. Автомобілі E-класу мають довжину приблизно 4,8 метри.
Більшість автомобілів E-класу є седанами, хоча деякі моделі також виробляються у кузові універсал.

## Поточні моделі
У п'ятірку найбільш продаваних автомобілів E-класу в Європі входять Mercedes-Benz E-class, BMW 5 Series, Audi A6, Volvo S90 та Tesla Model S.
У п'ятірку найбільш продаваних автомобілів у відповідній категорії у США (великі автомобілі) входять Dodge Charger, Chevrolet Impala, Chrysler 300, Nissan Maxima та Ford Taurus.

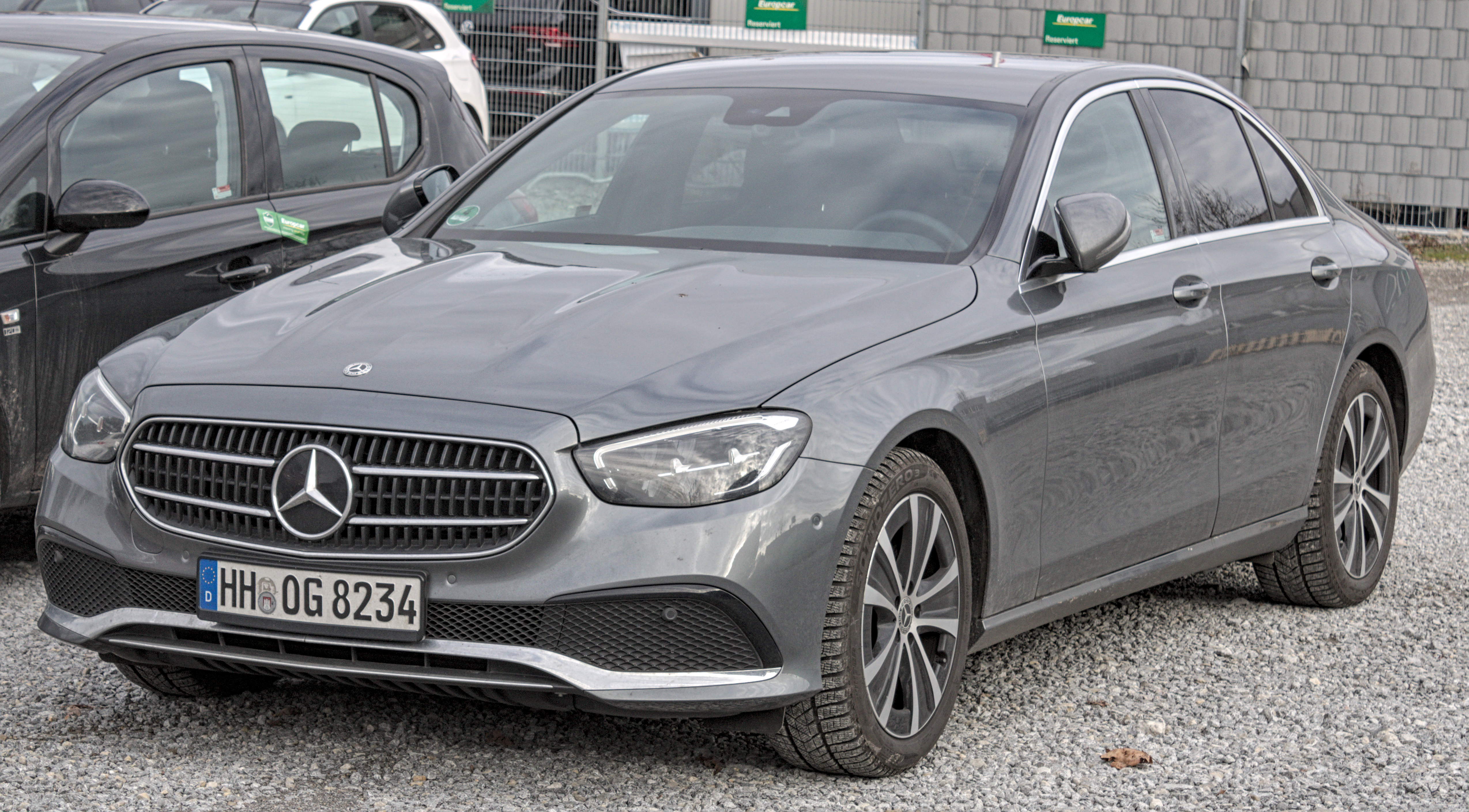
Mercedes-Benz E-Class Німеччина (2016-теперішній час, поточна модель)
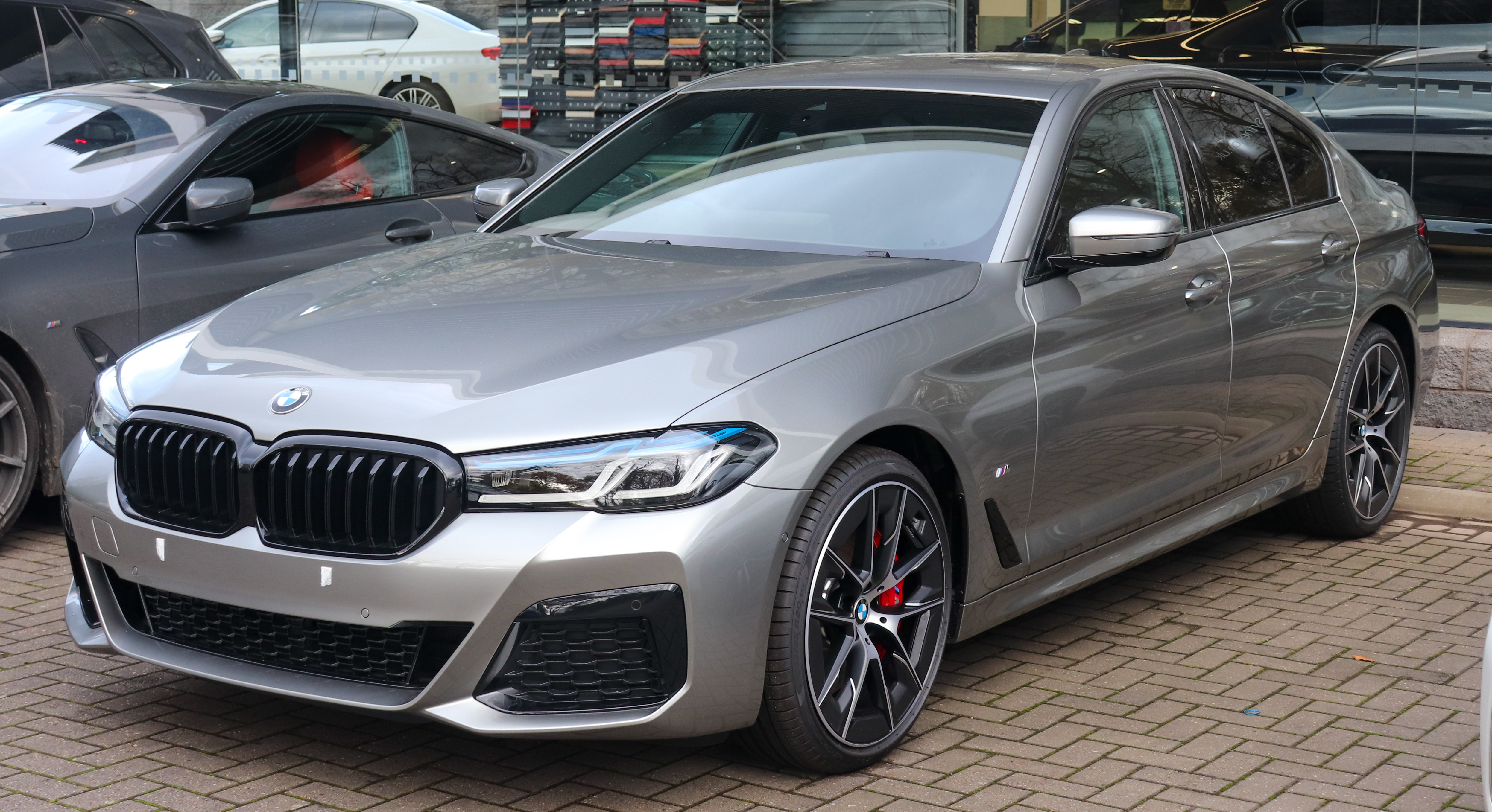
BMW 5 Series Німеччина (2016-теперішній час, поточна модель)
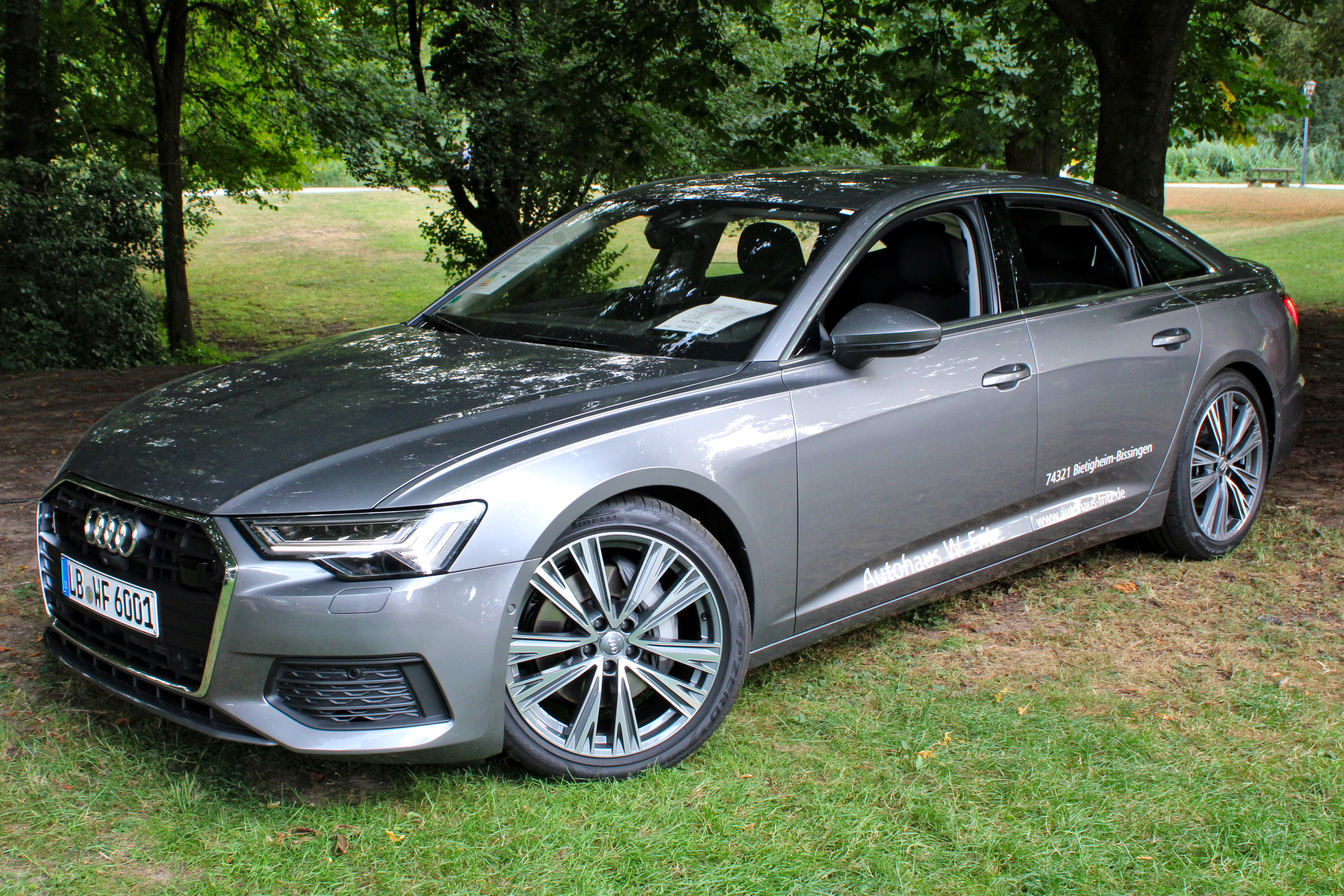
Audi A6 Німеччина (2019-теперішній час, поточна модель)
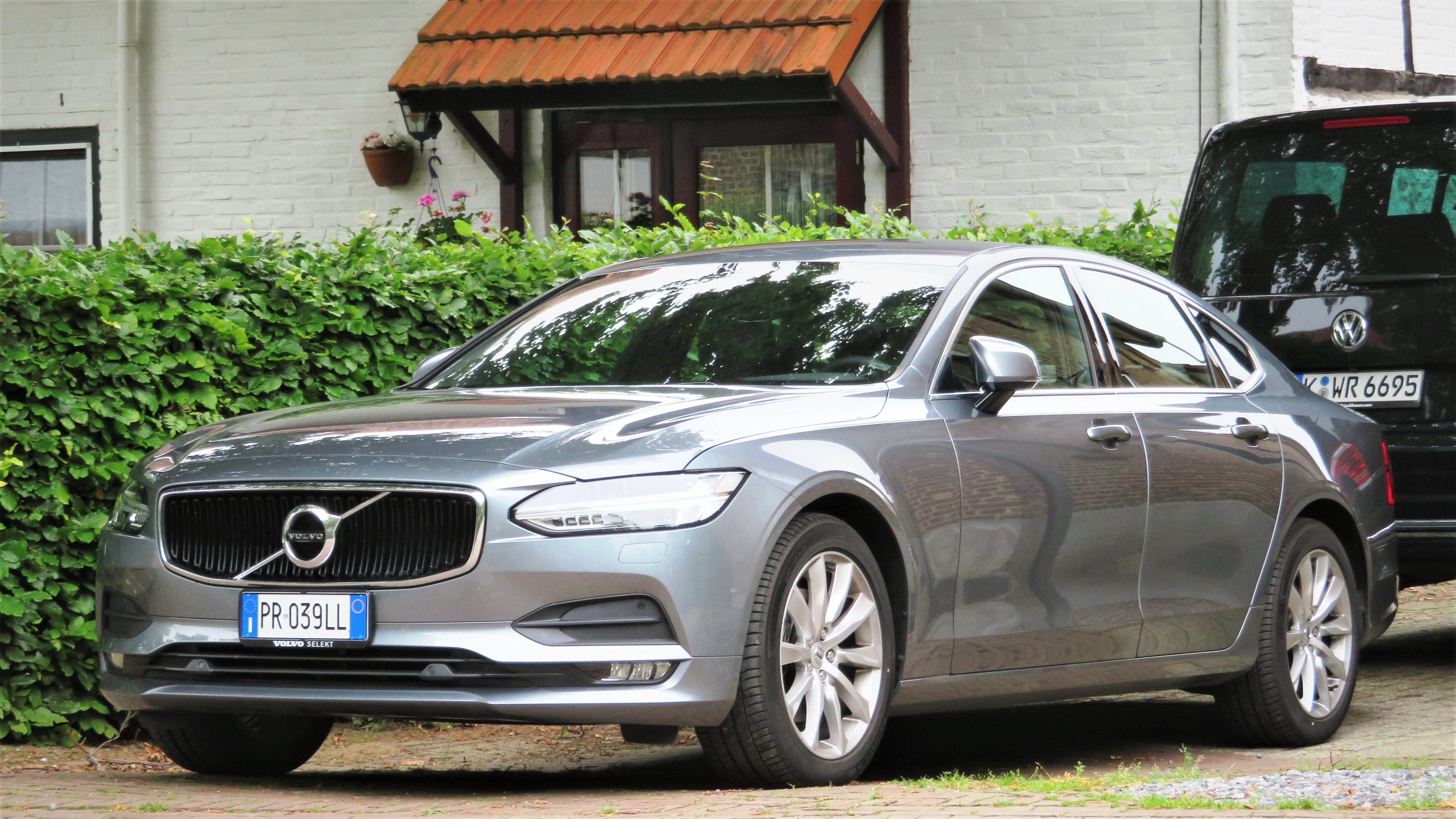
Volvo S90 Швеція (2016-теперішній час, поточна модель)
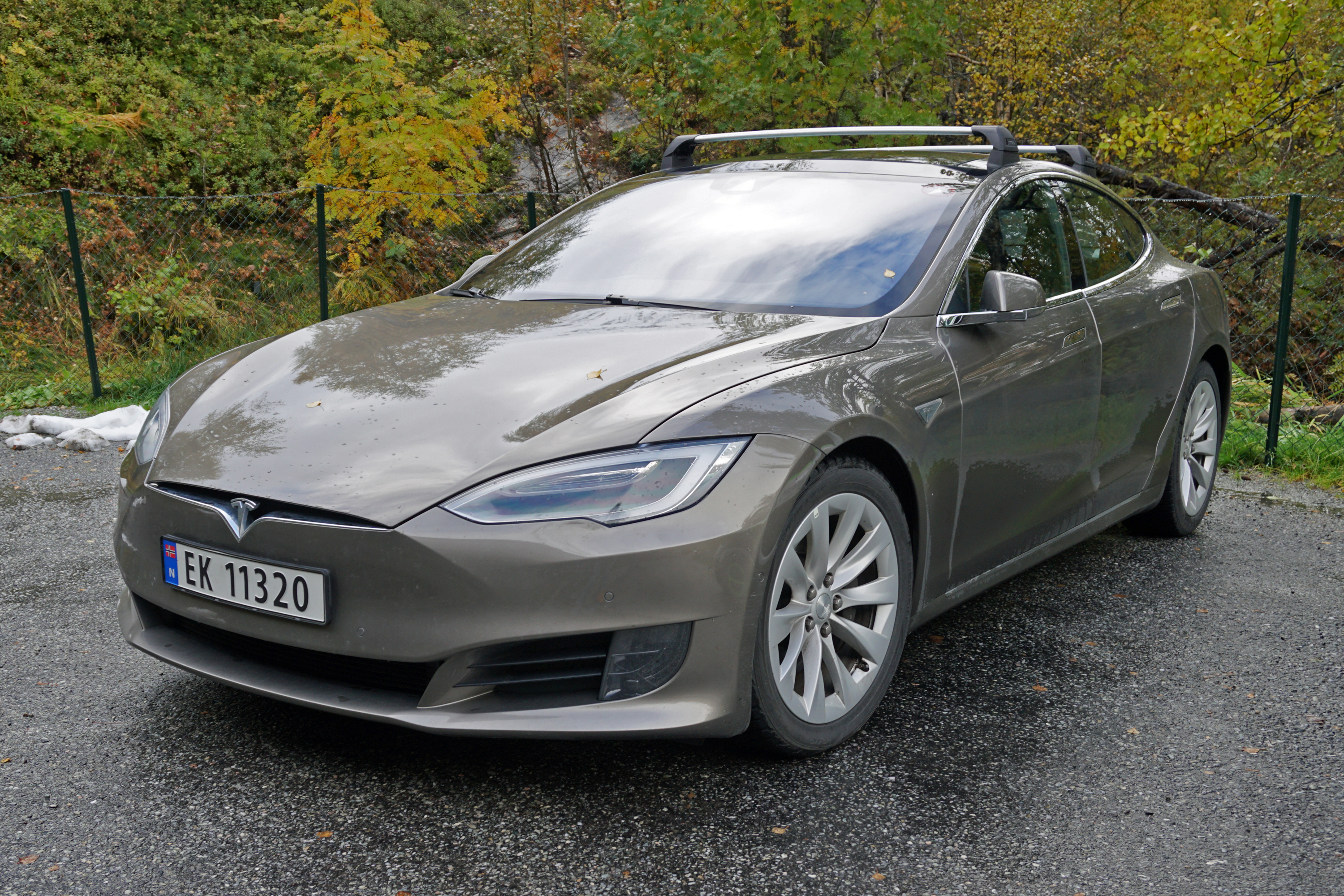
Tesla Model S США (2012-теперішній час, поточна модель)

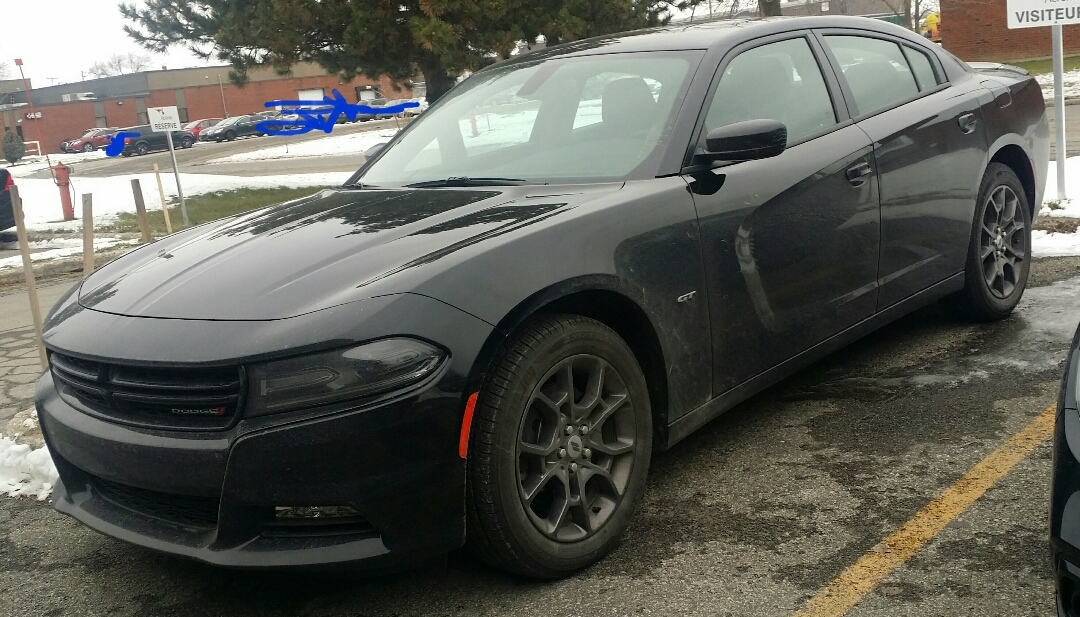
Dodge Charger США (2015-теперішній час)
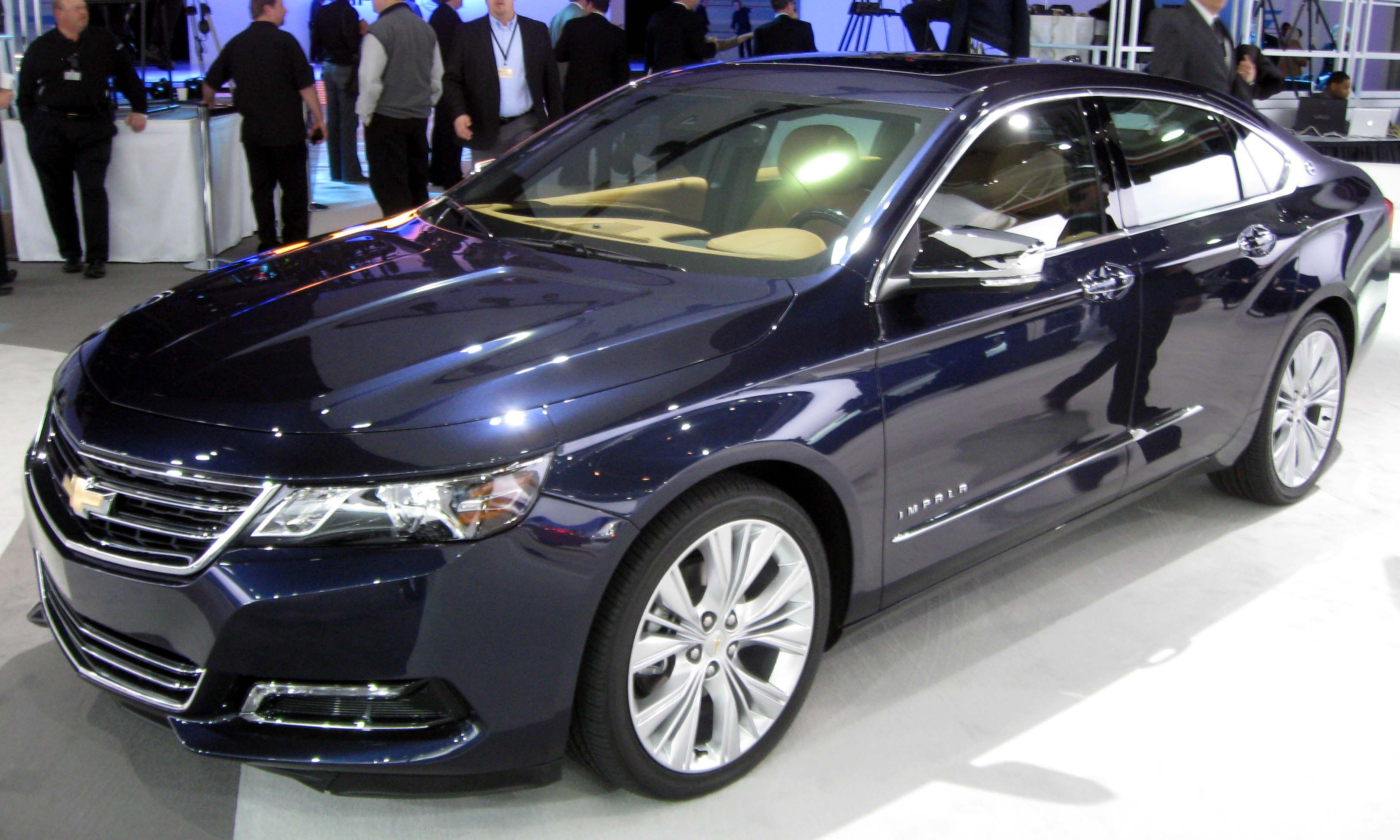
Chevrolet Impala США (2013-2020)
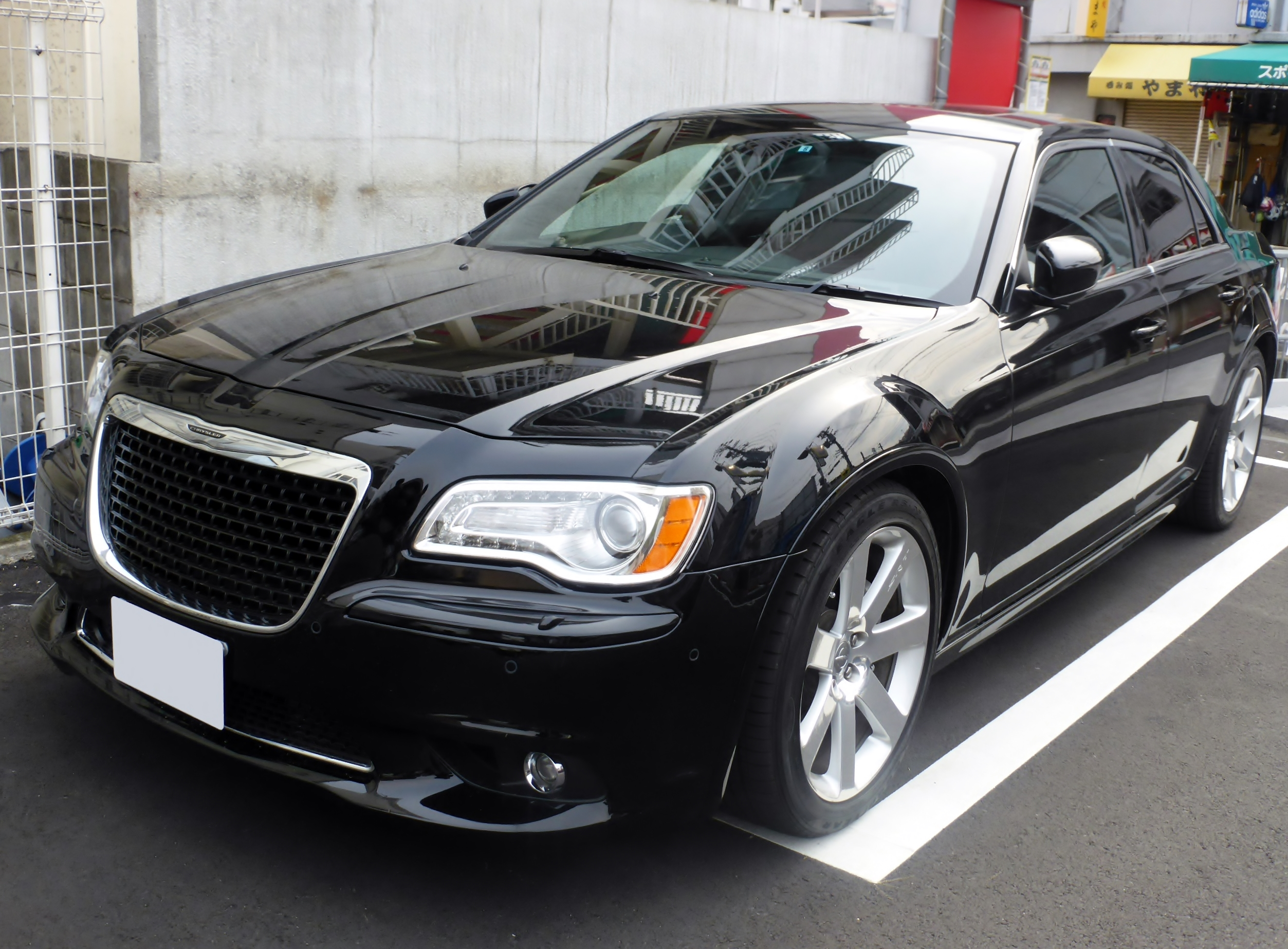
Chrysler 300 США (2011-теперішній час)
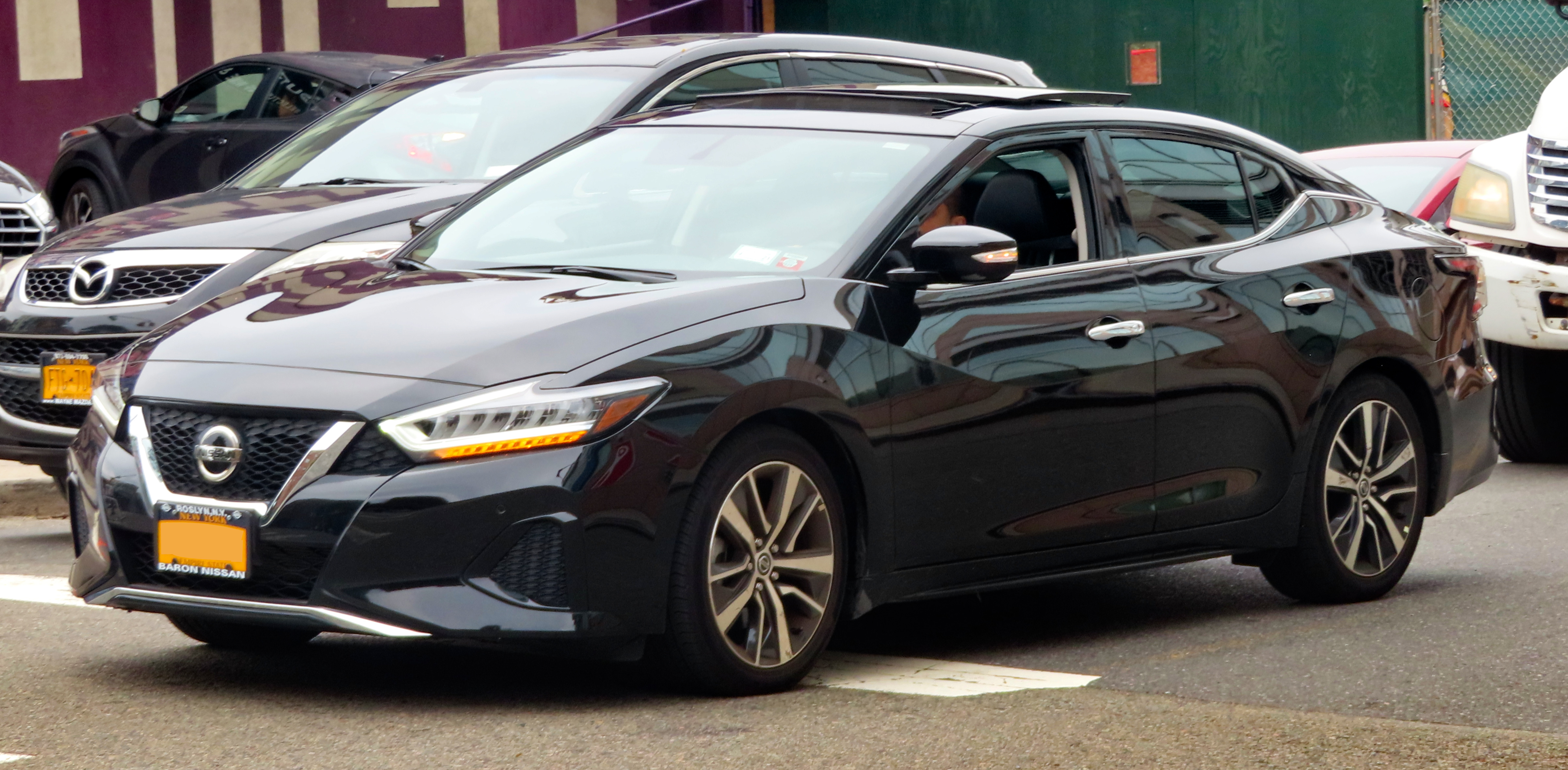
Nissan Maxima США (2015-теперішній час)
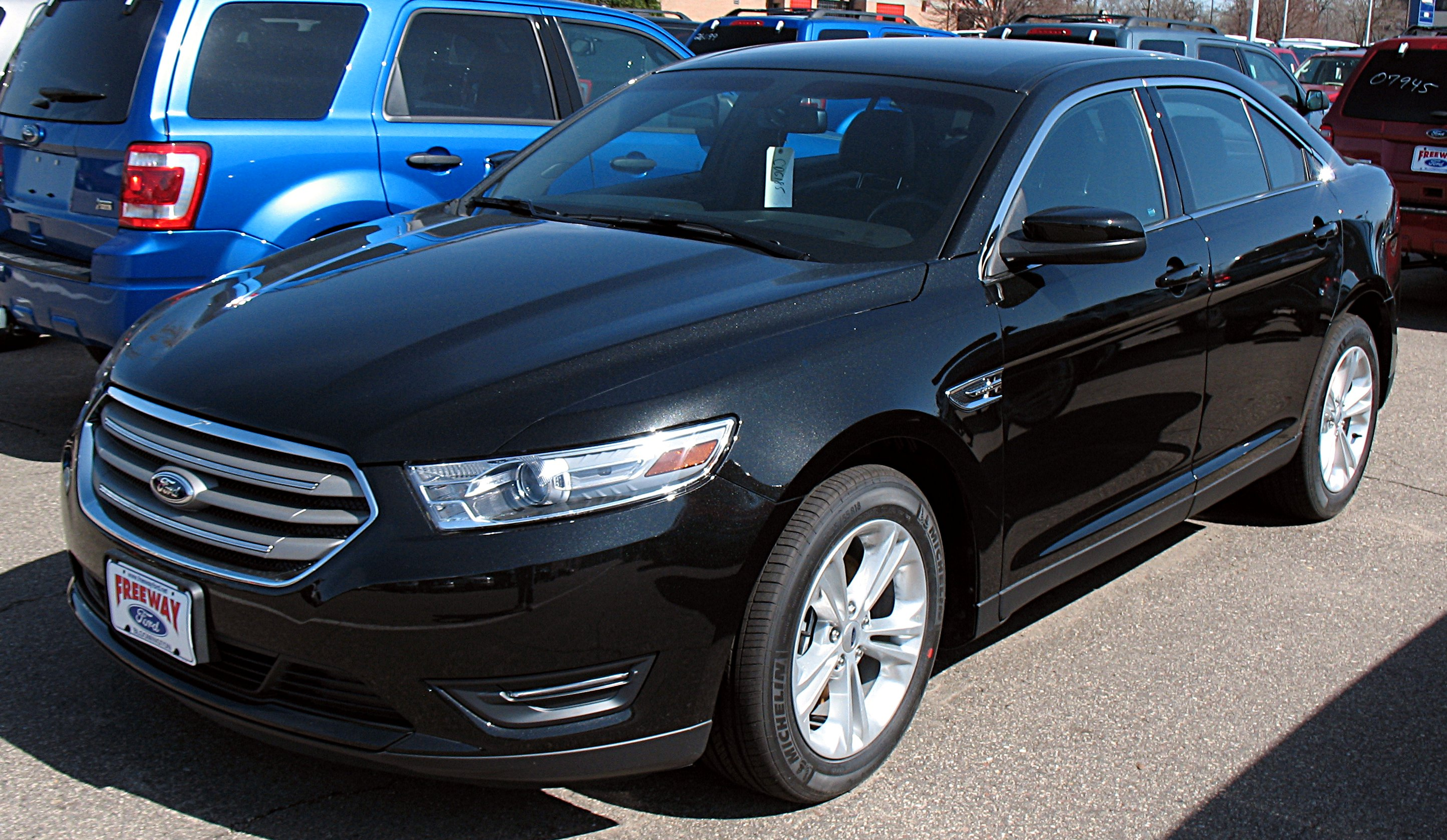
Ford Taurus США (2010-2019)

## Див. Також
- Європейська класифікація легкових автомобілів
- Класифікація автомобільного транспорту
- Класифікація легкових автомобілів
- Бізнес-автомобіль